# لاوديت مافوغو
لاوديت مافوغو (10 أكتوبر 1989 ببوجومبورا في بوروندي - ) هو لاعب كرة قدم بوروندي في مركز الهجوم. شارك مع منتخب بوروندي لكرة القدم. أما مع النوادي، فقد لعب مع Muzinga FC ‏.

## وصلات خارجية
- لاوديت مافوغو على موقع الاتحاد الدولي (مؤرشف)  (الإنجليزية)
- لاوديت مافوغو على موقع قاعدة بيانات كرة القدم.إي يو (الإنجليزية)
- لاوديت مافوغو على موقع ناشيونال فوتبول تيمز (الإنجليزية)
- لاوديت مافوغو على موقع Soccerway.com (الإنجليزية)